# Gråstens kommun
Gråstens kommun (danska: Gråsten Kommune) var en kommun i dåvarande Sønderjyllands amt i sydvästra Danmark. Kommunen omfattade ett område på norra sidan av Flensburgfjorden, ungefär mitt emellan de tre städerna Flensburg, Åbenrå och Sønderborg. Den hade 7 256 invånare (2005). Tätorten Gråsten utgjorde kommunens centralort.
Den 1 januari 2007, som en del av kommunreformen 2007, gick Gråstens kommun, tillsammans med kommunerna Augustenborg, Broager, Nordborg, Sundeved och Sydals, upp i Sønderborgs kommun.

## Socknar
Inom Danska folkkyrkan var dåvarande Gråstens kommun indelad i tre socknar:
- Gråsten-Adsbøls socken
- Kværs socken
- Rinkenæs socken

Socknarna ingår i Sønderborgs prosteri i Haderslevs stift.

## Borgmästare
- Anton Andresen Matthiesen, 1 april 1970–31 december 1981[2]
- Uwe Nannsen, 1 januari 1982–31 december 1989[2]
- Peter Brodersen, 1 januari 1990–31 december 1993[2]
- Bendt Olesen, 1 januari 1994–31 december 2006[2]

Denna lista hämtas från Wikidata. Informationen kan ändras där.